# 巴里·布赞
巴里·布赞（Barry Buzan；1946年4月28日—），是英國倫敦經濟學院國際關係學教授，哥本哈根大學榮譽教授。在國際關係領域中著述頗豐，在各界活動相當活躍。
他稱自己的興趣是：
1. 國際安全的概念和區域視角：
2. 國際歷史，以及史前以來國際體系的演變；
3. 國際關係理論，特別是結構現實主義
4. 國際社會和國際關係學中的英國學派方法

## 經歷
布赞在不列颠哥伦比亚大学取得本科學位（1968年）、倫敦經濟學院取得博士學位（1973年）。
自1988年到2002年，他擔任哥本哈根和平研究所項目主任；1995年到2002年在威斯敏斯特大學大學任國際關係學研究教授，之前是华威大学的國際關係學教授。在1993年任日本國際大學訪問教授，1997-98年在瑞典任 Olof Palme任訪問教授。
布赞曾是英國國際關係學會的主席（1988-90年），（北美）國際關係學會副主席（1993-94年），國際關係學協調理事會創立幹事；從1999年成爲國際關係學英國學派總召集人，從2004年起，他擔任“歐洲國際關係學雜誌”的編輯。在1998年，被選為英國國家學術院院士，2001年還被選為社會科學學會聯合（Association of Learned Societies in the Social Sciences）院士。

## 出版著作
- 《海底政治》（Seabed Politics）1976年出版
- Change and the Study of International Relations: The Evaded Dimension (1981) editor with R. J. Barry Jones
- 《人、国家与恐惧：后冷战时代的国际安全研究议程》（People, States & Fear: The National Security Problem in International Relations）1983年初版，1991年再版
- 《英国学派理论导论》（An Introduction to Strategic Studies: Military Technology and International Relations）1987年出版
- The International Politics of Deterrence (1987) editor
- 《时间笔记》（Anticipating the Future: Twenty Millennia of Human Progress）1988年出版，与杰拉德・西盖尔合著
- European Security Order Recast: Scenarios for the Post-Cold War Era (1990)
- The Logic of Anarchy: Neorealism to Structural Realism (1993) with Charles Jones and Richard Little
- 《新安全论》（Security: A New Framework for Analysis）1997年出版，与奥利·维夫、雅普·迪·怀尔德合编
- The Arms Dynamic in World Politics (1998) with Eric Herring
- 《世界历史中的国际体系：国际关系研究的再构建》（International Systems in World History: Remaking the Study of International Relations）2000年出版，与理查德·利特尔合著
- 《地区安全复合体与国际安全结构》（Regions and Powers: The Structure of International Security）2003年出版，与奥利·维夫合著
- Does China Matter?: A Reassessment (2004) editor with Rosemary Foot
- From International to World Society: English School Theory and the Social Structure of Globalization (2004)
- 《美国和诸大国：21世纪的世界政治》（The United States and the Great Powers: World Politics In The Twenty-First Century ）2004年出版
- 《国际安全研究的演化》（The Evolution of International Security Studies）2009年出版，与琳娜·汉森合著
- Non-Western International Relations Theory: Perspectives on and beyond Asia (2010) editor with Amitav Acharya.
- An Introduction to the English School of International Relations: The Societal Approach (2014).
- 《全球转型：历史、现代性与国际关系的形成》（The Global Transformation: History, Modernity and the Making of International Relations）2015年出版，与乔治·劳森合著
- 《全球国际关系学的构建：百年国际关系学的起源和演进》（The Making of Global International Relations: Origins and Evolution of IR at its Centenary）2019年出版，与阿米塔·阿查亚合著

## 外部連結
- 巴里·布赞@倫敦經濟學院 （页面存档备份，存于）